# 통감부

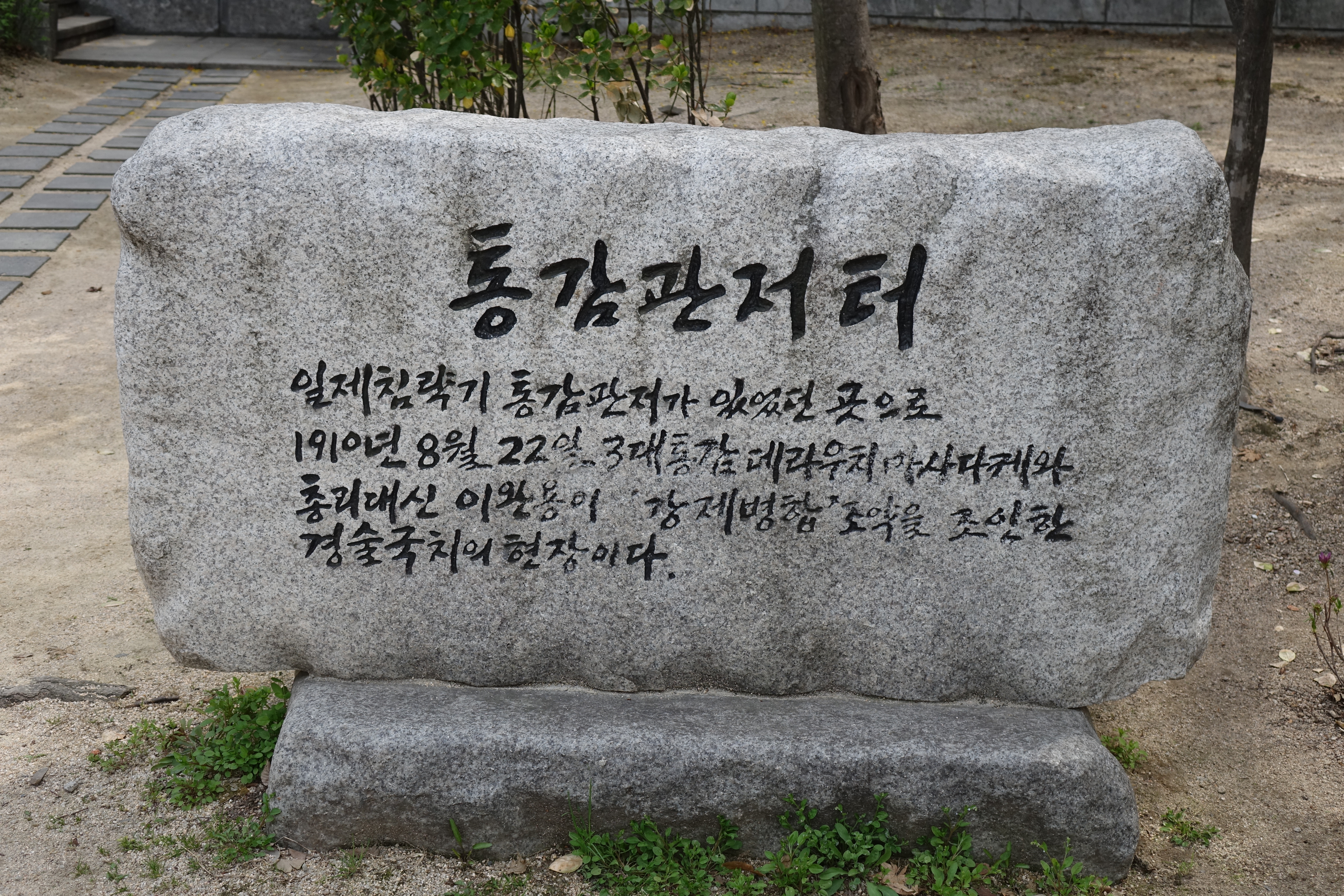
통감관저 터 비석

통감부(일본어: 統監府 토오칸후[*], 영어: Resident-General)는 일본 제국이 을사늑약을 체결한 뒤 대한제국 한성부(현재의 서울)에 설치했던 정치와 군사 관련 업무를 보는 관청이다. 형태는 대한제국 정부에 자문 또는 섭정을 하는 형식이었다. 한국통감부(韓国統監府 かんこくとうかんふ[*])라고도 한다. 조선통감부라 칭하는 사람들도 있으나 대한제국(한국)시대에 설치된 것이므로 한국통감부라 칭하는 것이 타당할 것이다. 조선총독부의 모체가 되었다.

## 역사

### 통감부의 설치
1905년 11월 을사조약에서는 대한제국 황제 밑에 일본 제국 정부의 대표자로 1명의 통감을 두어, 한일의정서 이후 제한되던 대한제국의 외교권을 통감이 지휘·감리하게 하였다. 통감은 “오로지 외교에 관한 사항”만을 관리한다는 명분으로 서울에 주재하도록 하였으며, 개항장 및 기타 지역에 이사관을 두어 통감 지휘 하에 일본 영사가 관장하던 일체의 직권 및 협약을 실행하는 데 필요한 일체의 사무를 관리하게 하였다.
1905년 11월 22일에 ‘통감부 및 이사청 설치에 관한 칙령 240호’를 발포하였다. 기존에 체결한 을사조약에 '외교에 관한 사항만 관리한다'는 내용이 명시되었지만, 일본은 을사조약 이전에 한일 양국 간에 체결된 기존의 조약은 을사조약과 저촉되지 않는 한 유효하다는 조약 내용에 근거하여 외교 이외에도 종래의 양국 간의 조약 시행을 담임할 수 있다는 해석을 제시하여 통감의 직권 확장을 도모하였다.
결국 이후의 관제에 따라 통감은 한국의 외교 대행자일 뿐만 아니라, “조약에 기초하여 한국에 있어서 일본 제국 관헌 및 공서(公署)가 시행하는 제반 정무를 감독하고 기타 종래 제국 관헌에 속하는 일체에 대해 감독사무를 시행" 하도록 하고, “한국정부에 용빙된 일본제국 관리를 감독”하도록 규정되었다. 이를 통하여 한일의정서 체결 이후 한국 정부에 꾸준히 파견된 고문관에 대해 통감이 감독권을 가지게 되었으며, 이른바 고문통치를 통해 한국 내정에 관여할 수 있게 된 것이다.
통감부는 일본 외무성에서 독립된 일본 천황 직속의 기관으로, 통감 유고시에는 일본의 한국 주재군 사령관이 그 직무를 대행하도록 하였다. 또한 한국 주재군 사령관은 통감의 명령으로 병력을 사용할 수 있고, 긴급한 경우에는 재량으로 병력을 동원하고, 사후에 통감에게 보고하도록 규정되었다. 이처럼 통감부는 일본군과도 밀접한 관계를 가지고 있었다.

### 고종황제의 퇴위
통감부 설치 초기에 고문통치를 통해 정부와 내각을 어느 정도 장악하게 되었으나, 광무 초기를 중심으로 강화된 대한제국 황제의 권한과 궁내부의 권한을 완전히 차단할 수는 없었다. 일본은 이러한 상황에 대해 끊임없는 불만을 드러내며 황제권에 대한 해체를 시도했고, 고종황제는 친일 내각의 붕괴를 시도하여 서로 간의 갈등이 증폭되었다.
통감 이토는 1907년 5월 22일에 박제순 내각을 해체하고, 고종의 퇴위를 주장한 이완용을 참정대신으로 발탁했다. 나아가 6월 14일에는 갑오개혁 및 을미개혁 이후에 꾸준히 시도해오던 ‘내각 관제’를 발포했다. 일본의 내각을 모델로 한 새 관제에서 내각총리대신은 의정부의 참정대신에 비해 훨씬 더 많은 권한을 가지게 되었는데, 이는 황제권의 제한을 위한 것이었다.
곧이어 일본은 헤이그 밀사 파견으로 정치적 입지가 좁아진 고종의 퇴위를 단행했다. 1907년 7월 19일에 고종의 황태자 대리 조칙이 발표되었고, 일제는 7월 20일에 양위식을 진행하여 대리가 아닌 양위로 몰아갔다. 이와 함께 고종과 순종의 격리, 병력의 증강 등을 통해 정국의 경색을 가져왔고, 7월 24일에는 제3차 한일협약, 이른바 정미7조약의 체결을 강요했다.

### 정미7조약의 체결
정미7조약은 제1조에서 “한국정부는 시정 개선에 관해 통감의 지도를 받는다”고 규정하여 통감의 내정 관여를 공식화했다. 또한 행정상 처분도 통감의 승인이 필요하도록 하였으며, 한국의 고등관리 임명 동의권 등을 통감에게 부여하여, 한국 내정의 최고 감독권자로 부각시켰다. 또한 고문 통치를 대신하여, 일본인을 직접 관리로 임명할 수 있도록 하였다. 이른바 차관 정치의 시작이다.
또한 이완용과 이토 사이에 비밀리에 조인된 각서에서는 군대 해산과 한·일 양국인으로 구성된 재판소를 신설하는 등 국권을 순차적으로 해체시키는 데 합의하였다. 경찰권과 함께 사법권·행정권·군사권의 장악을 도모한 것이다.
대한제국 정부 조직에 일본인이 임명되면서 통감부의 조직은 크게 축소되었다. 그러나 통감부는 여전히 대한제국에서 막강한 권한을 행사하는 고위 기구로 군림하면서, 입법·사법·행정·군사 등의 모든 분야에서 한국을 지배했다.

## 한일병합조약과 한국통감부 해체
통감부는 고종 폐위와 정미7조약 체결 등에 일본군부의 지원하에 활동하던 일진회를 이용하였으나, 의병 항쟁 등 전국적인 반일 운동이 거세지자 일진회가 반일운동의 목표로 대두되면서 부담을 느끼고, 거리를 두기 시작했다. 이러한 과정에서 이완용이 권력에 핵심에 서는 것에 반발한 송병준은 이토 히로부미를 한국 병탄에 소극적이라고 비난하면서, 일본 내의 강경파나 병합 급진론자에게 접근하기 시작했다. 일본 내의 강경파는 이토의 정책이 온건해 헤이그 밀사사건 등이 일어났으며, 병탄만이 이러한 상황의 대책이라고 주장했다.
그러나 이토는 한국에는 자신이 적임자라며 정책을 고수했고, 송병준을 내부대신으로 전임하는 등의 방법을 동원했다. 그러나 우치다 료헤이 등의 지원을 받은 송병준은 내각에서 사퇴하여 본격적으로 병탄 운동을 벌이겠다고 주장하였으며, 일진회의 이완용 내각에 대한 불만도 고조되었다. 결국 일진회장 이용구는 1908년 9월에 일본으로 건너가 이토의 경질과 함께 병탄을 호소하였다.
야마가타 아리토모 등은 이토의 경질에 찬성해 이토에 대한 여론이 악화되었으나, 이토가 귀국한 후 정계로 복귀할 것을 우려한 총리 가쓰라 다로는 찬성파에서 이토의 유임을 주장하는 등 경질은 난항을 겪었다. 이토는 위기에 닥치자 1909년 4월 10일에 가쓰라 총리와의 회합에서 병탄의 단행에 이의가 없다고 표명하여 여론의 전환을 도모했다. 하지만 여론의 악화를 이기지 못한 이토는 6월 14일에 부통감 소네 아라스케에게 통감직을 넘기고 일본으로 귀국했다.
결국 친일파세력인 일진회의 한국 병합 촉진 운동은 더욱 가속화되었다. 일진회는 지속적으로 한일병탄을 탄원하였으나 이는 자신들의 안위를 위해 당시 절대 다수의 한국인들의 의사를 왜곡한 것에 불과하였다. 1909년 10월에는 안중근이 이토를 사살하면서 이토의 동양평화론이 일본 제국주의가 주변 국가를 침략하는 것을 합리화하는 거짓 평화론이라 주장하였다. 게다가 병탄 가속화시에 주도권을 잃는 것을 우려한 이완용 내각도 일진회를 방해하기 시작했다. 이에 일진회는 12월 4일에 일한합방성명서를 발표하고, 한국 황제와 총리대신, 통감에게 합방청원서를 전달했다.
1910년 5월 30일에 일제는 육군대신 데라우치 마사타케를 한국통감으로 겸임시키고, 한국 병탄을 진행시켰다. 6월 30일에는 유명무실하던 한국 경찰을 일본 한국주재군 헌병대에 통합시켜 폐지하였다. 7월 23일에 한국에 도착한 데라우치는 8월 16일에 이완용과 함께 병탄 늑약 체결을 진행시켰다. 8월 18일에는 별다른 수정 없이 병탄늑약안이 한국의 각의를 통과했고, 8월 22일에는 형식적인 어전회의에서 이완용이 전권위원으로 임명되어 같은 날 한일 병합 조약이 강제로 조인되었다. 그리고 8월 29일에 병합 조약이 공포되었다.

## 조직

### 내부 부국(部局)
1907년(메이지 40년) 시점(時點)
- 총무부(總務部)
  - 비서과(祕書課)
  - 인사과(人事課)
  - 문서과(文書課)
  - 회계과(會計課)
  - 지방과(地方課)
- 농상공무부(農商工務部)
  - 상공과(商工課)
  - 농림과(農林課)
  - 수산과(水產課)
  - 광무과(鑛務課)
- 경무부(警務部)
  - 경무과(警務課)
  - 보안과(保安課)
  - 위생과(衞生課)
- 외무부(外務部)
  - 한국과(韓國課)
  - 외국과(外國課)
- 법제심사회(法制審查會)

### 소속 관청
메이지 40년 시점
- 통신관서(通信官署)
- 철도관리국(鐵道管理局)
- 법무원(法務院)
- 재정감사청(財政監查廳)
- 관측소(觀測所)

### 지방 기관
1905년(메이지 38년) 시점
- 경성 리사청(京城理事廳)
- 인천 리사청(仁川理事廳)
- 부산 리사청(釜山理事廳)
- 원산 리사청(元山理事廳)
- 진남포 리사청(鎭南浦理事廳)
- 목포 리사청(木浦理事廳)
- 마산 리사청(馬山理事廳)

## 역대 한국통감 및 부통감

### 한국통감
| 역대                | 이름              | 사진 | 취임            | 퇴임            |
| ------------------- | ----------------- | ---- | --------------- | --------------- |
| 대리 (임시통감대리) | 하세가와 요시미치 |      | 1906년 2월 1일  | 1906년 3월 2일  |
| 제1대               | 이토 히로부미     |      | 1906년 3월 2일  | 1909년 6월 14일 |
| 제2대               | 소네 아라스케     |      | 1909년 6월 14일 | 1910년 5월 30일 |
| 제3대               | 데라우치 마사타케 |      | 1910년 5월 30일 | 1910년 8월 29일 |

### 부통감
| 역대  | 이름              | 사진 | 취임            | 퇴임            |
| ----- | ----------------- | ---- | --------------- | --------------- |
| 제1대 | 소네 아라스케     |      | 1907년 9월 21일 | 1909년 6월 14일 |
| 제2대 | 야마가타 이사부로 |      | 1909년 6월 14일 | 1910년 5월 29일 |
| 제3대 | 야마가타 이사부로 |      | 1910년 5월 30일 | 1910년 8월 29일 |

## 연표
- 1905년 5월 28일 - 경부선 철도 개통식
- 1905년 11월 17일 - 제1차 한일 협약 (을사조약) 체결
- 1906년 2월 1일 - 한국 통감부 설치 (임시통감대리 육군대장 하세가와 요시미치 참석, 통감부 개청식 진행)
- 1907년 2월 28일 - 통감부 청사를 남산 왜성대의 신축 청사로 이전
- 1907년 6월 25일 - 헤이그 특사 사건
- 1907년 7월 20일 - 고종 퇴위, 순종 즉위. 다음 해에 걸쳐 항일 의용군 1 만 4 천명은 일본군과 1774 개의 전투를 했다.
- 1907년 8월 1일 - 대한제국 군대 해산
- 1908년 12월 18일 - 동양척식회사 설립
- 1909년 7월 6일 - 일본, 한국 병합 방침을 결정
- 1909년 10월 26일 - 안중근, 하얼빈에서 이토 히로부미 암살

## 같이 보기
- 한일 합병 조약
- 조선총독부
- 조선총독부 정무총감

## 참고 자료
- ‘대한제국의 보호국화와 일제 통감부’, 서영희, 역사비평 2000년 가을호(통권 52호), 역사문제연구소(역사비평사), 2000년 8월, pp. 199 ~ 219.